# Église Saint-Gothian de Gwithian
L'église Saint-Gothian de Gwithian est une église paroissiale anglicane située à Gwithian, dans le comté anglais de Cornouailles. Elle est classée monument de Grade II*.

## Historique
Une chapelle Saint-Gothian se trouvait sur les dunes près de la côte, non loin de l'actuel pont de Gwithian, mais elle est progressivement recouverte de sable au fil du temps. Elle est aujourd'hui classée scheduled monument.
L'église Saint-Gothian est édifiée à l'époque normande. La tour-clocher et le transept sont ajoutés au XVe siècle, tandis que le chœur est remodelé en 1782. Dans un ouvrage de 1865, l'historien J. T. Blight note que l'arche du transept nord est « d'un type peu répandu dans l'ouest de la Cornouailles » ; il remarque également des traces d'un ancien arc triomphal « très rare dans le comté », qui se serait effondré après la démolition du transept sud. Selon lui, la sacristie occupe alors un renfoncement dans le mur est du chœur.
De 1865 à 1867, l'église est en grande partie reconstruite par Edmund Sedding (en) dans le style gothique primaire : le bas-côté et la série d'arcades sud sont supprimées et un nouveau transept sud est ajouté, rendant ainsi à l'édifice son plan cruciforme originel. Les colonnes des arcades, ainsi que leurs bases et leurs chapiteaux, sont réutilisés pour la construction  d'un nouveau porche de cimetière (en). Les murs nord et sud de la nef, ainsi que les transepts et une partie du chœur sont reconstruits. L'armoire du transept est restaurée. Une fenêtre double, qui a été installée dans le bas-côté sud quelques années auparavant, est déplacée sur le mur nord du transept nord. Une autre fenêtre est ajoutée à l'extrémité du transept sud. La fenêtre de la façade sud est comblée d'un vitrail conçu par Sedding et fabriqué par Mr. Beer d'Exeter en mémoire du diacre et vicaire Mr. Drury mort par noyade en 1865. Les entrées des portes nord et sud sont reconsruites. Les pinacles de la tour sont réparés, tandis que les toits de la nef, du chœur et des transeps sont remplacés. Le toit du chœur est embelli de sculptures du XVe siècle faites à partir de pièces de la charpente de l'église de Phillack, qui avait été restaurée dix années auparavant. Le retable est peint par John Sedding (en), le frère de l'architecte. Plus récemment, le transept sud est aménagé en sacristie.
Depuis environ l'an 1334, l'église de Gwithian est dédiée à saint Gothian (ou Gwithian),, probablement d'origine bretonne, dont la vie est inconnue.
Le 14 janvier 1988, l'église Saint-Gothian est classée monument de Grade II* sur la National Heritage List for England.
Un figuier se trouvait à gauche de l'entrée du cimetière jusque dans les années 1930.

## Architecture

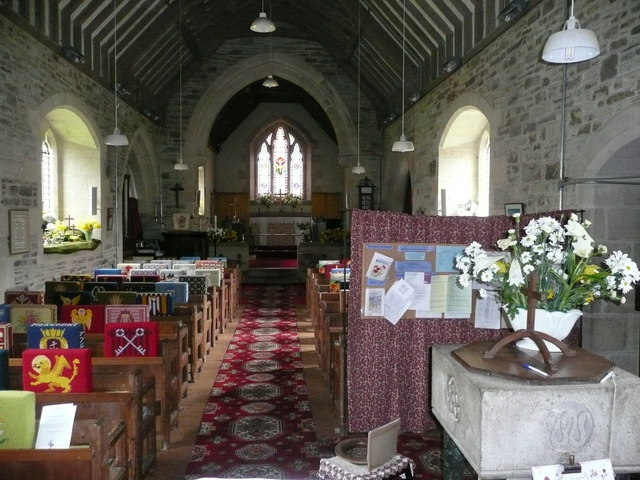
Vue de la nef et du chœur.

### Extérieur
L'église est faite de gravats de granite. Son toit en bâtière est surmonté de poinçons placés aux extrémités. Les ornements de la façade sont également faits de granite.
La tour à trois étages en granite de taille de style perpendiculaire conserve son embrasure de porte originelle (XVe siècle) surmontée d'une fenêtre triple. La tour n'est soutenue par aucun contrefort. Son étage supérieur est pourvu d'une fenêtre triple centrée munie d'une parisienne et est surmonté d'un parapet pourvu de gargouilles à têtes d'anges dans les angles.

### Intérieur
Les murs intérieurs de l'église sont enduits de plâtre. La nef, le chœur et les transepts comportent plusieurs fenêtres à lancette ou à remplage simple du XIXe siècle. Le chœur possède une banquette encastrée, une piscine et une niche-crédence. La fenêtre est du chœur est pourvue de vitrail. Les fonts baptismaux, probablement datés du XIIIe siècle, reposent sur une base du XIXe siècle. Les bancs, eux aussi datés du XIXe siècle, permettent d'accueilir jusqu'à 120 fidèles. Par ailleurs, on trouve plusieurs prie-Dieu des années 1980.

## Orgue
L'orgue de l'église, fabriqué par Cousans Sons and Co, est installé dans le transept sud dans les années 1930 avant d'être déplacé dans le transept nord dans les années 1950. Il est ensuite restauré en 1983 par le facteur Lance Foy. Sa composition est la suivante :
| Manual FF–g2 |                |     |
| 1.           | Bourdon        | 16′ |
| 2.           | Open Diapason  | 8′  |
| 3.           | Dulciana       | 8′  |
| 4.           | Harmonic Flute | 4′  |

## Statut paroissial
Saint-Gothian a toujours été liée à la paroisse de Phillack, dont elle a longtemps été une annexe (en).
L'église Saint-Gothian forme une paroisse commune avec les églises Saint-Erth de St Erth, Saint-Elwyn de Hayle, Saint-Félix-et-Sainte-Piala de Phillack et Saint-Éguiner de Gwinear. La paroisse, servie par l'équipe ministérielle de Godrevy, est rattachée au doyenné de Penwith au sein du diocèse de Truro de l'Église d'Angleterre.